# Pac-Man Museum+
Pac-Man Museum+ es un videojuego recopilatorio de 2022 desarrollado por Now Production y publicado por Bandai Namco Entertainment. Al ser una secuela del título recopilatorio de 2014 Pac-Man Museum, Pac-Man Museum+ incluye 14 juegos de Pac-Man, con características adicionales como misiones y tablas de clasificación en línea.
La compilación se lanzó en todo el mundo el 27 de mayo de 2022 en Windows a través de Steam, Nintendo Switch, PlayStation 4 y Xbox One.

## Descripción general
Al igual que la colección anterior, Pac-Man Museum + presenta catorce juegos de la franquicia Pac-Man, que van desde títulos arcade hasta lanzamientos para consolas domésticas o portátiles. Estos juegos se presentan como máquinas jugables en una sala de juegos virtual, donde el jugador puede controlar a Pac-Man y explorar. Los juegos clásicos se pueden jugar a través de emulación, mientras que algunos de los juegos modernos son ports Los juegos seleccionados de la colección se bloquean al iniciar por primera vez y requieren que el jugador complete dos sesiones de juego de juegos específicos. El juego incluye monedas, que se pueden ganar obteniendo puntuaciones altas. Estas monedas se pueden gastar para jugar a los juegos arcade de la colección, así como para comprar artículos en una máquina expendedora y cápsulas gashapon en una máquina gashapon. Los artículos también se pueden obtener completando misiones en los juegos. Estos elementos se pueden colocar en todo el arcade para personalizarlo al gusto del jugador. Las características adicionales de los juegos incluyen un filtro CRT, puntos de guardado para juegos clásicos seleccionados y tablas de clasificación en línea.

### Juegos destacados
- Pac-Man (1980)
- Super Pac-Man (1982)
- Pac & Pal (1983)
- Pac-Land (1984)
- Pac-Mania (1987)
- Pac-Attack (SNES (English) Version; 1993)
- Pac-In-Time (versión SFC (japonés); 1995)
- Pac-Man Arrangement (versión arcade como se ve en Namco Classic Collection Vol. 2, etiquetado como Arcade Ver.; 1996)
- Pac-Man Arrangement (versión de PSP como se ve en Namco Museum Battle Collection, etiquetada como CS Ver.; 2005)
- Pac-Man Championship Edition (2007)
- Pac-Motos (incluido originalmente en Namco Museum Remix; 2007)
- Pac 'n Roll Remix (incluido originalmente en Namco Museum Remix; 2007)
- Pac-Man Battle Royale (2011)
- Pac-Man 256 (versión de consola; 2016)

Pac-Man Arrangement (2005) carece del modo para dos jugadores que se encuentra en el juego original, similar a las versiones anteriores del juego.

## Producción y lanzamiento
Bandai Namco Entertainment anunció originalmente Pac-Man Museum + en las redes sociales el 19 de noviembre de 2021, con un lanzamiento previsto para principios de 2022. El 25 de febrero de 2022, Famitsu anunció una transmisión en vivo que mostraba las primeras imágenes "prácticas" de Pac-Man Museum +, que se transmitió el 4 de marzo de 2022. El 28 de febrero de 2022, el juego recibió una fecha de lanzamiento para el 27 de mayo de 2022 a través de anuncios en las redes sociales, junto con el juego programado para ser incluido en Xbox Game Pass el día de su lanzamiento. En Japón, el juego estaba programado para lanzarse en Steam el 28 de mayo de 2022; el lanzamiento se adelantó un día, el 25 de mayo de 2022.
Las versiones de Pac-Land, Pac-In-Time y Pac-Attack en la colección se modifican para reemplazar casi todos los gráficos de Ms. Pac-Man aparece en el juego, con el personaje Pac-Mom creado específicamente para el juego tomando su lugar, como se vio anteriormente en la reedición de Arcade Archives de Pac-Land, publicada un mes antes. Los diseños de Pac-Baby (llamado Pac-Sis en la colección) y Jr. Pac-Man (llamado Pac-Boy en la colección) también se ha modificado para eliminar el parecido con la Sra. Pac-Man, además de que el nombre de Chomp-Chomp se modificó a Pac-Buddy. A pesar de los reemplazos gráficos, la Ms. Pac-Man aparece en los créditos de Pac-Man Arrangement CS.

## Recepción
Pac-Man Museum + recibió críticas "mixtas o promedio" según agregador de reseñas Metacritic.
Nintendo Life le dio al título un 8 sobre 10 y elogió su calidad de emulación, su interesante configuración del mundo exterior, misiones, tablas de clasificación en línea y la colección completa de la historia de Pac-Man, mientras criticaba la implementación del CRT, la velocidad de fotogramas del mundo arcade y un problema de sincronización vertical presente en Pac-Land. Push Square pensó favorablemente en la gran variedad de juegos, el contenedor interactivo y la calidad de la emulación, pero tuvo problemas menores con el retraso de entrada y algunas selecciones de juegos deficientes.